# Mathieu Dumas
Mathieu Dumas (Montpellier, 23 novembre 1753 – Parigi, 16 ottobre 1837) è stato un generale e storico francese.

## Biografia
Rampollo di una nobile famiglia della Linguadoca, entrò nei ranghi dell'esercito nel 1773 come sottotenente nel reggimento di Médoc. Nel 1780 si imbarcò a Brest in qualità di aiutante di campo del conte di Rochambeau, comandante delle forze francesi inviate in appoggio ai coloni americani durante la Guerra d'indipendenza americana.
Per tutta la guerra fu impegnato presso il quartier generale di George Washington e, dopo la vittoria di Yorktown e la fine del conflitto, fu promosso maggiore e inviato all'ambasciata francese di Costantinopoli come attaché militare con compiti di intelligence. Dopo due anni di attività diplomatica presentò a Parigi un rapporto sulle installazioni militari turche della Morea, dell'Attica, del Negroponte, e dell'isola di Creta. Un'analisi così dettagliata e minuziosa non la possedeva nessun'altra potenza europea.
Allo scoppio della rivolta nei Paesi Bassi contro l'Austria venne incaricato di recarsi in Germania e fare rapporto sulle truppe che il re di Prussia avrebbe dispiegato per reprimere l'insurrezione. Successivamente raggiunse il governo rivoluzionario olandese per stabilire le loro possibilità di resistenza. Si trovava ancora ad Amsterdam all'arrivo delle truppe prussiane. Poco dopo la fine della missione fu nominato colonnello.
Nel 1791 l'Assemblea Costituente gli affidò il comando del reggimento che avrebbe dovuto riportare a Parigi Luigi XVI e Maria Antonietta fermati a Varennes mentre cercavano di riparare in Austria. Subito dopo gli fu assegnato il comando in seconda della divisione di Metz ma rimase poco nella capitale della Lorena perché fu eletto all'Assemblea Nazionale.
Da sempre di idee liberali e deciso riformista sedette tra i banchi del partito costituzionale di cui fu nominato presidente. Difese i diritti della libertà personale, chiese l'amnistia per gli ufficiali dell'esercito che erano emigrati e la loro reintegrazione nell'esercito, si oppose alla dichiarazione di guerra e si schierò dalla parte di La Fayette accusato di tradimento dai Giacobini.
Scaduto il suo mandato all'assemblea, ed entrato nelle mire del Terrore, si trasferì in Inghilterra ma fu costretto a tornare in Francia per cercare di salvare il padre che era finito nelle mani della giustizia rivoluzionaria. Ma anche lui, per le sue origini nobili, venne indagato e poi condannato a morte e quindi dovette nuovamente scappare e riparare in Svizzera.
Rientrato in Francia dopo il 9 Termidoro, quando un colpo di Stato mise fine al terrore di Robespierre, fu nuovamente eletto all'assemblea per il dipartimento Seine-et-Oise per il partito moderato in qualità di membro del Consiglio degli Anziani. Ma il nuovo colpo di Stato del 18 fruttidoro e il decreto di proscrizione lo costrinsero ad emigrare ad Amburgo. In questi due anni d'esilio cominciò a scrivere Récits de Evénements militaires, un giornale ragionato degli eventi che porteranno alla guerra in Germania e in Italia. Con il colpo di Stato del 18 brumaio da parte di Napoleone, Dumas venne richiamato in Francia e gli fu offerta la prefettura di Bordeaux ma lui rifiutò e chiese di essere reintegrato nell'esercito. La sua richiesta fu accolta e con il grado di generale di brigata ebbe l'incarico di prendersi cura della formazione dei nuovi ufficiali poi divenne capo di stato maggiore dell'armata della riserva di Digione che poi fu mandata a combattere a Marengo. Senza Dumas però perché lui era dovuto rimanere in Francia ad organizzare una nuova armata di riserva che diverrà l'Armata dei Grigioni sotto il comando del generale Macdonald. Dopo questi successi organizzativi fu appuntato come consigliere di stato.
Dopo la rottura del Trattato di Amiens, come capo di stato maggiore del campo di Bruges comandato dal maresciallo Davout, fu mandato ad organizzare i preparativi di imbarco per l'invasione dell'Inghilterra. Successivamente come aiuto maggiore generale venne accreditato presso il quartier generale della Grande Armata e partecipò come responsabile della logistica, alle campagne di Ulma e di Austerlitz. Dopo la Pace di Presburgo, Napoleone gli affidò il compito di prendere possesso delle province dell'Illiria. Quando Giuseppe Bonaparte salì sul trono di Napoli, Dumas fu scelto come ciambellano del re e nominato ministro della guerra del Regno di Napoli. Col passaggio di Giuseppe Bonaparte al trono di Spagna, Dumas ottenne dall'imperatore di rientrare al quartier generale imperiale.
Alla notizia dell'invasione della Baviera da parte delle truppe austriache, Napoleone lo incaricò di mobilitare tutte le truppe francesi di stanza nel sud e nel nord della Francia e di raggiungerlo sul Danubio. Poche settimane più tardi era al suo posto di combattimento durante la battaglia di Essling. Dopo la vittoria francese, fu poi Dumas ad occuparsi di redigere l'armistizio che portò poi alla Pace di Vienna e a vigilare che l'Austria ne rispettasse tutte le clausole. Rientrato in Francia nel 1810 fu nominato conte dell'impero e gran ufficiale della Legion d'onore e assegnato direttore al reclutamento e al controllo amministrativo dell'esercito imperiale.
Prese parte anche alla Campagna di Russia ma una volta a Mosca venne colto da malore e solo per miracolo riuscì a sopravvivere alla disastrosa ritirata napoleonica e ad arrivare sano e salvo ai confini della Prussia. Ripreso il suo posto come capo dell'amministrazione dell'esercito assistette alle battaglie di Lutzen e di Bautzen. Cadde poi in disgrazia con Napoleone, dopo il fallimento dell'incontro di Dresda con Metternich, per aver espresso francamente la sua opinione e cioè che l'imperatore aveva sbagliato a non accettare l'armistizio. Dumas aveva ragione perché poco dopo Napoleone fu sconfitto a Lipsia che fu l'inizio della sua fine. Dumas, che era rimasto a Dresda a combattere, fu preso prigioniero e liberato solo a pace conclusa.
A Parigi la nuova amministrazione borbonica lo accolse con entusiasmo e lo incaricò di occuparsi della liquidazione delle spese di guerra e lo nominò ministro della marina. Fu anche elevato al rango di Gran Croce della Legion d'onore. Al rientro di Napoleone a Parigi, Dumas si volle chiamare fuori dal ritorno dell'imperatore. Ma Giuseppe Bonaparte, grande ammiratore di Dumas, insistette perché Dumas si facesse ricevere di nuovo dal fratello che lo accolse con calore anche se non volle reintegrarlo nel suo stato maggiore ma gli affidò il compito di riorganizzare la Guardia imperiale. Tra il caos dei cento giorni e il ritorno definitivo dei Borboni, il generale Dumas si ritirò a vita privata.
Da pensionato riprese la penna per raccontare tutti gli avvenimenti politici e militari ai quali aveva assistito. Ne nacque un'opera monumentale in 19 volumi dal titolo Précis des Événements Militaires che copriva tutto il periodo che andava dal 1798 al 1807 e che tuttavia fu costretto a interrompere lasciando inediti gli anni dal 1807 al 1815 per una grave malattia agli occhi.
Nel 1818 venne però richiamato alla vita pubblica come membro del Consiglio di Stato e nel 1828 eletto deputato per il I arrondissement di Parigi. E ancora insieme all'amico La Fayette si incaricò di riorganizzare le guardie reali e infine rientrò al Consiglio di Stato come presidente del comitato della guerra. Sebbene negli ultimi anni della sua vita fosse impegnatissimo con gli affari dello stato trovò il tempo di scrivere Souvenirs, una brillante raccolta di aneddoti sulla sua carriera politica e militare.
Dumas morì nel 1837 e venne inumato nel Cimitero del Calvaire, a Parigi.